# فرودگاه فریدا ریور
فرودگاه فریدا ریور (به انگلیسی: Frieda River Airport) یک فرودگاه همگانی با کد یاتا FAQ است . این فرودگاه در کشور پاپوآ گینه نو قرار دارد و در ارتفاع ۶۱ متری از سطح دریا واقع شده‌است.